# Memphis Depay
Memphis Depay, född 13 februari 1994 i Moordrecht, även känd som enbart Memphis, är en nederländsk fotbollsspelare och rappare numera som spelar för SC Corinthians. Han har tidigare spelat för PSV Eindhoven, Manchester United, Lyon och Barcelona.

## Klubbkarriär
2012 valde han att ta bort Depay från sitt tröjnamn och istället spela med Memphis. Detta eftersom Depay var hans faders efternamn och att han knappt hade någon kontakt med honom.
Den 12 juni 2015 värvades Depay av Manchester United, där han skrev på ett fyraårskontrakt. Han gjorde sina två första mål för klubben den 19 augusti 2015 i ett Champions League-kval.
Den 19 juni 2021 värvades Depay av FC Barcelona, där han skrev på ett tvåårskontrakt.
Den 20 januari 2023 värvades Depay av Atlético Madrid, där han skrev på ett kontrakt till sommaren 2025.

## Landslagskarriär
Memphis debuterade för Nederländernas landslag den 15 oktober 2013 i en 2–0-vinst över Turkiet. Han var uttagen i Nederländernas trupp till VM i fotboll 2014.

## Meriter
PSV
- KNVB Cup: 2011-12
- Johan Cruijff Schaal: 2012
- Eredivisie 2014/15

### FC Barcelona
- Spanska supercupen: 2022-23